# Sithon fumatus
Sithon fumatus är en fjärilsart som beskrevs av Johannes Karl Max Röber 1887. Sithon fumatus ingår i släktet Sithon och familjen juvelvingar. Inga underarter finns listade i Catalogue of Life.